# گئورگی یوچف
گئورگی یوچف (انگلیسی: Georgi Yochev؛ زادهٔ ۱۹ سپتامبر ۲۰۰۳) وزنه‌بردار اهل بلغارستان است.
وی در مسابقات کشوری و بین‌المللی در مجموع برندهٔ ۱ مدال نقره، ۱ مدال برنز شده‌است.